# شب خاموش (فیلم ۱۹۹۵)
«شب خاموش» (آلمانی: Stille Nacht) فیلمی در ژانر درام به کارگردانی دنی لوی است که در سال ۱۹۹۵ منتشر شد.